# أسد أباد الوسط (أرمو)
أسد أباد الوسط (بالفارسية: اسدآباد وسطی) هي مستوطنة تقع في إيران في قسم أرمو الريفي. يقدر عدد سكانها بـ 455 نسمة .